# پیشگویی خودتخریبگر
پیشگویی خودتخریبگر یا پیشگویی خودمخرب (انگلیسی: Self-defeating prophecy) شکل مقابل و مکمل پیشگویی خودمحقق است. در این حالت، پیش‌بینی یک چیز، مانع از به وقوع پیوستنش می‌شود.
پیشگویی خودمخرب می‌تواند حاصل یک شورش علیه پیش‌بینی انجام‌شده باشد؛ اگر مخاطبانِ پیش‌بینی به عدم تحقق آن متمایل باشند، و تحقق آن وابسته به اقدام یا عدم اقدام آنان باشد، شنیدن این پیش‌بینی باعث می‌شود امکان وقوع آن کمتر شود.
پیش‌گویی خودتخریبگر را باید از پیشگویی با نتایج منفی متفاوت دانست؛ اگر یک پیش‌بینی با نتیجه منفی از طریق بازخورد مثبت محقق شود، این یک پیش‌گویی خودمحقق است؛ مثلاً اگر عده‌ای به جمع‌بندی برسند که از رسیدن به هدفی بازخواهند ماند و در این راستا دست از تلاش بکشند، این حالتی از پیش‌بینی خودمحقق خواهد بود. به همین ترتیب اگر از طریق بازخورد منفی، نتایج مثبتی برای یک پیش‌بینیِ منفی حاصل شود، این حالتی از پیش‌گویی خودتخریبگر است.
این پیشگویی به تنگنای پیامبر نیز مشهور است. طبق متن کتاب مقدس، یونس به جای ابلاغ پیام یهوه که وعده نابودی نینوا را می‌داد، از پذیرش پیامبری سر باز زد و گریخت؛ در این فرصت اهالی نینوا توبه کردند و زمانی که او پیام را سرانجام ابلاغ کرد، آنان امور خویش را اصلاح کرده بودند و این‌چنین از عذاب الهی رهیدند.